# Canobius
Il canobio (gen. Canobius) è un pesce estinto, appartenente agli attinotterigi. Visse nel Carbonifero inferiore (circa 330 milioni di anni fa) e i suoi resti sono stati ritrovati in Scozia.

## Descrizione
Questo pesce era di piccole dimensioni e mediamente raggiungeva la lunghezza di 7 centimetri. Il corpo era piuttosto tozzo, così come il cranio, mentre la coda era lunga e robusta. Rispetto ad altre forme di pesci ossei primitivi, il canobio possedeva caratteristiche mascelle: le ossa mascellari e iomandibolari erano disposte in verticale e, sostanzialmente, rendevano sospesa l'intera arcata mascellare sotto il neurocranio. In questo modo, la bocca poteva aprirsi con maggior ampiezza e anche le branchie erano più grandi.

## Classificazione
Canobius è stato a lungo considerato come un rappresentante dei paleonisciformi, un gruppo di pesci ossei primitivi successivamente ritenuto parafiletico. Molti cosiddetti paleonisciformi non facevano parte del gruppo, a causa di caratteristiche che li diversificavano notevolmente. Tra questi Canobius, uno dei primi pesci ossei a possedere un'arcata mascellare di tipo evoluto; Canobius è il genere eponimo della famiglia Canobiidae, comprendente anche il più grande Sundayichthys. Forme simili, ma forse non strettamente imparentate a Canobius, erano Aeduella e Whiteichthys.

## Stile di vita
L'innovazione delle mascelle di Canobius consentiva svariati vantaggi: aprendo maggiormente la bocca, infatti, poteva entrare più acqua (e quindi più ossigeno) e questo permetteva all'animale di aumentare l'attività. Canobius si cibava probabilmente di minuscoli organismi planctonici, presenti in gran numero nelle acque; questi venivano inghiottiti insieme all'acqua e trattenuti da minuscoli denti che ricoprivano la cavità orale, spingendosi fino alle branchie. 